# Natação nos Jogos Pan-Americanos de 2011 - 200 m livre feminino
As competições dos 200 metros livre feminino da natação nos Jogos Pan-Americanos de 2011 foram realizadas no dia 16 de outubro no Centro Aquático Scotiabank, em Guadalajara.

## Medalhistas
| Ouro   | USA Catherine Breed |
| Prata  | USA Chelsea Nauta   |
| Bronze | VEN Andreina Pinto  |

## Recordes
Antes desta competição, os recordes mundiais e olímpicos da prova eram os seguintes:
| Tipo                             | Atleta                  | Tempo   | Local    | Data                | Ref |
| -------------------------------- | ----------------------- | ------- | -------- | ------------------- | --- |
|                                  | ITA Federica Pellegrini | 1m52s98 | Roma     | 29 de julho de 2009 | ver |
| Recorde dos Jogos Pan-Americanos | USA Cynthia Woodhead    | 1m58s43 | San Juan | 3 de julho de 1979  | ver |

## Resultados

### Eliminatórias
| Pos. | Bateria | Raia | Nadador             | País               | Tempo   | Obs. |
| ---- | ------- | ---- | ------------------- | ------------------ | ------- | ---- |
| 1    | 2       | 4    | Catherine Breed     | USA Estados Unidos | 2:00.81 | QA   |
| 2    | 2       | 5    | Liliana Ibáñez      | MEX México         | 2:01.15 | QA   |
| 3    | 1       | 4    | Chelsea Nauta       | USA Estados Unidos | 2:01.81 | QA   |
| 4    | 2       | 3    | Andreina Pinto      | VEN Venezuela      | 2:03.15 | QA   |
| 5    | 2       | 6    | Yanel Pinto         | VEN Venezuela      | 2:04.38 | QA   |
| 6    | 1       | 6    | Jéssica Cavalheiro  | BRA Brasil         | 2:04.79 | QA   |
| 7    | 2       | 7    | Jennifer Beckberger | CAN Canadá         | 2:05.17 | QA   |
| 8    | 1       | 5    | Tatiana Lemos       | BRA Brasil         | 2:05.86 | QA   |
| 9    | 1       | 2    | Virginia Bardach    | ARG Argentina      | 2:05.99 | QB   |
| 10   | 2       | 2    | Alexia Benítez      | ESA El Salvador    | 2:07.30 | QB   |
| 11   | 2       | 1    | Andrea Cedrón       | PER Peru           | 2:08.36 | QB   |
| 12   | 1       | 3    | Paige Schultz       | CAN Canadá         | 2:09.25 | QB   |
| 13   | 1       | 7    | Daniela Reyes       | CHI Chile          | 2:13.73 | QB   |
| 14   | 1       | 1    | Britany van Lange   | GUY Guiana         | 2:20.21 | QB   |

### Final B
| Pos. | Raia | Nadador           | País            | Tempo   | Obs. |
| ---- | ---- | ----------------- | --------------- | ------- | ---- |
| 1    | 6    | Paige Schultz     | CAN Canadá      | 2:04.96 |      |
| 2    | 4    | Virginia Bardach  | ARG Argentina   | 2:05.35 |      |
| 3    | 5    | Alexia Benítez    | ESA El Salvador | 2:06.15 |      |
| 4    | 3    | Andrea Cedrón     | PER Peru        | 2:06.81 |      |
| 5    | 2    | Daniela Reyes     | CHI Chile       | 2:15.07 |      |
|      | 7    | Britany van Lange | GUY Guiana      |         | DNS  |

### Final A
| Pos.              | Raia | Nadador             | País               | Tempo   | Obs. |
| ----------------- | ---- | ------------------- | ------------------ | ------- | ---- |
| Medalha de ouro   | 4    | Catherine Breed     | USA Estados Unidos | 2:00.08 |      |
| Medalha de prata  | 3    | Chelsea Nauta       | USA Estados Unidos | 2:00.62 |      |
| Medalha de bronze | 6    | Andreina Pinto      | VEN Venezuela      | 2:00.79 |      |
| 4                 | 5    | Liliana Ibáñez      | MEX México         | 2:02.90 |      |
| 5                 | 2    | Yanel Pinto         | VEN Venezuela      | 2:03.92 |      |
| 6                 | 7    | Jéssica Cavalheiro  | BRA Brasil         | 2:04.13 |      |
| 7                 | 8    | Tatiana Lemos       | BRA Brasil         | 2:04.20 |      |
| 8                 | 1    | Jennifer Beckberger | CAN Canadá         | 2:04.72 |      |

Legenda
| Recorde mundial                  | Recorde mundial (World record)               |                       | Recorde africano                      | Recorde africano (African) |                                           | Q | Classificado por posição (Qualified) |
| Recorde dos Jogos Pan-Americanos | Recorde pan-americano (Pan-American record)  | Recorde da América    | Recorde da América (Americas)         | q                          | Classificado por melhor tempo (Qualified) |   |                                      |
| Melhor marca do ano              | Melhor marca do ano (World leading)          | Recorde asiático      | Recorde asiático (Asian)              | DNS                        | Não largou (Did not start)                |   |                                      |
| Recorde nacional                 | Recorde nacional (National record)           | Recorde europeu       | Recorde europeu (European)            | DNF                        | Não terminou (Did not finish)             |   |                                      |
| Recorde pessoal                  | Recorde pessoal do atleta (Personal best)    | Recorde da Oceania    | Recorde da Oceania (Oceania)          | DSQ / DQ                   | Desclassificado (Disqualified)            |   |                                      |
| Recorde da temporada             | Recorde da temporada do atleta (Season best) | Recorde sul-americano | Recorde sul-americano (South America) | NM                         | Sem marca (No mark)                       |   |                                      |